# Chiesa di Santa Maria in Silvis

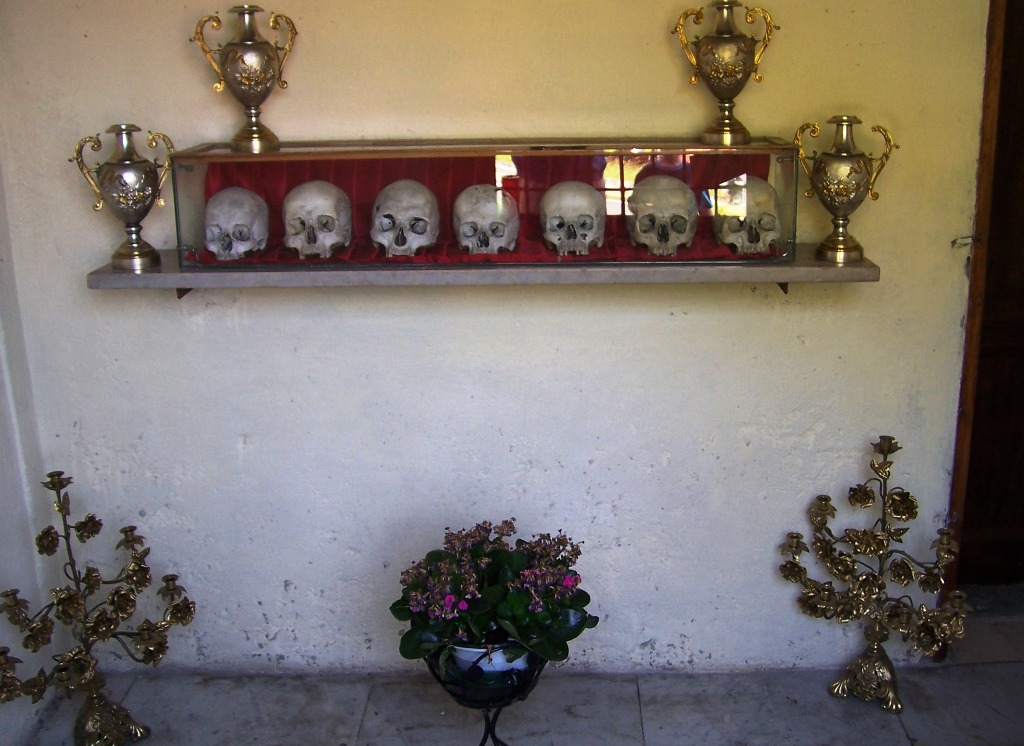
Le sette teste

La chiesa di Santa Maria in Silvis (o del bosco) era l'antica pieve di Pisogne, in Val Camonica.

## Storia
La struttura risale al XV secolo, periodo dal quale fu la parrocchiale di Pisogne fino a quando venne sostituita dalla parrocchiale di Santa Maria Assunta nel 1798.
Dopo dieci anni di lavori, il 16 settembre 2007, con una solenne cerimonia, la chiesa è stata riaperta. Per l'occasione il feretro di san Costanzo martire, patrono del paese, è stato traslato per qualche settimana presso la Pieve, dove originariamente era custodito, prima di essere definitivamente spostato nella attuale chiesa parrocchiale.

## Descrizione

### Esterno
La facciata ha una particolare decorazione pittorica a quadrati, mentre nella lunetta, in pietra Simona, è presente una statua della Vergine in marmo di Vezza. Un tempo erano inoltre presenti sulla facciata anche lo stemma del vescovo di Brescia Angelo Maria Querini, oggi perduto.
Nel XVI secolo venne aggiunta la cappella a meridione, su consiglio di San Carlo Borromeo, e la cappella dei morti sul lato settentrionale, detta delle sette teste.

### Il campanile e le campane
Le cinque campane vennero issate sulla torre nel 1892, dopo essere state benedette dal vescovo Giacomo Maria Corna Pellegrini. Il loro peso complessivo è di oltre 5000 kg. Durante la seconda guerra mondiale vennero tolte le due campane maggiori per sottrarle al decreto governativo che imponeva la requisizione di tutti gli oggetti metallici in bronzo per creare nuove munizioni. Le due campane maggiori finirono in un deposito di una ditta presso Chiari mentre gli abitanti del quartiere, aiutati dal campanaro, tolsero anche le altre tre e le nascosero dentro gli scantinati adiacenti alla chiesa. Le campane vennero poi riposizionate sul campanile dopo 2 anni.

### Interno
L'interno è a navata unica di 23 metri di lunghezza e 14 m di larghezza.
Durante i lavori di rifacimento della pavimentazione, sono stati riportati alla luce dei reperti storici. Nella zona antistante il presbiterio è stata rinvenuta la pavimentazione di una cripta precedente alla chiesa attualmente visibile. Alla sinistra della navata è stato trovato invece un fonte battesimale ricavato da un cippo riportante un'iscrizione funeraria. Il cippo, risalente al I secolo e proveniente da una villa patrizia della zona, riporta un nome che fa pensare a un noto produttore e commerciante di laterizi. Sul lato opposto della navata, protetto da una lastra in vetro, si trova un forno per la fusione delle campane, risalente al X secolo.
La chiesa era inoltre dotata di un esemplare di organo completamente realizzato in legno, il quale risulta disperso. Si trovava in una nicchia sul lato destro della navata, il quale oggi è coperto da una grande tela ottocentesca.
La chiesa venne visitata da San Carlo Borromeo, di passaggio nella zona del lago. Il cardinale propose per motivi igienici di coprire gli affreschi con uno strato di intonaco bianco, sotto il quale si sono preservati integri gli affreschi di Pietro da Cemmo. Oltre alla proposta di coprire le pareti il santo finanziò due cappelle laterali, una delle quali contiene uno splendido altare in marmo nero.
Gran parte delle statue che decoravano l'interno sono state rubate o asportate all'inizio del Novecento. Alcuni interventi pittorici sono attribuiti a Giovanni Pietro da Cemmo.